# NGC 2565
NGC 2565是位于巨蟹座的一个星系。它的赤经为：819.8，赤纬为：22° 2′，大小：1.9′。該星系由J·格哈德·洛什於1886年發現。該星系距離銀河系有1.57亿光年。